# Batalha de Gestilren
A Batalha de Gestilren (em sueco:  Slaget vid Gestilren; PRONÚNCIA) ocorreu em 1210, opondo os exércitos de Érico X (Erik Knutsson) - o monarca reinante - aos exércitos de Suérquero II (Sverker Karlsson) - o antigo monarca, agora no exílio, apoiado pelo rei Valdemar II da Dinamarca. 
O local da batalha é incerto, sendo por uns apontado como Gästre na Uppland, e por outros como Varvs na Västergötland. 
O resultado do confronto foi a derrota da Casa de Suérquero e a vitória da Casa de Érico na luta pela coroa da Suécia.                                             
Ainda em 1210, Érico (Erik Knutsson) foi coroado rei pelo arcebispo Valério de Uppsala - com o título "Erici D.G. Regis Sverorum", sendo esta a primeira coroação real conhecida no país.                                                       
Alguns anos depois, em 1216, Érico foi reconhecido pelo papa Inocêncio III como rei da Suécia. Todavia a carta papal chegou tarde demais, pois Érico faleceu antes de a receber.